# Karakul (mũ)

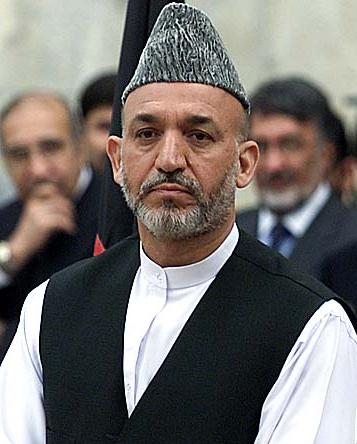
Cựu tổng thống Afghanistan, Hamid Karzai đội mũ Karakul.

Một chiếc mũ karakul (hay qaraqul) (tiếng Pashtun/tiếng Ba Tư: قراقلی), còn được gọi là mũ Jinnah ở Pakistan, là một chiếc mũ được làm từ lông của giống cừu Qaraqul. Chiếc mũ hình tam giác là một phần trang phục của người dân bản địa Kabul đã được nhiều thế hệ đàn ông ở Afghanistan mặc. Lông được dùng làm nón karakul thường là lông cừu Astrakhan, đuôi rộng, qaraqulcha hoặc Ba Tư. Qaraqul có nghĩa là lông đen trong tiếng Đột Quyết, các loại mũ tương tự là phổ biến giữa các dân tộc Đột Quyết. Chiếc mũ có đỉnh và gập phẳng khi cởi khỏi đầu người mặc.
Mũ qaraqul thường được sử dụng bởi những người đàn ông ở Trung và Nam Á. Qaraqul gấp được mặc bởi cựu vương Afghanistan, Amanullah Khan vào năm 1919. Karakul vốn nổi bật với tất cả những người đàn ông thành thị có giáo dục từ đầu thế kỷ 20, nay đã không còn hợp thời ở Afghanistan.